# Thermaikos
Thermaikos (griechisch Θερμαϊκός (m. sg.)) ist eine Gemeinde in der griechischen Region Zentralmakedonien. Sie wurde 2011 aus den drei ehemaligen Gemeinden  Epanomi, Thermaikos und Michaniona gebildet.

## Verwaltungsgliederung
| Gemeindebezirke | griechischer Name           | Code   | Sitz       | Fläche (km²) | Einwohner 2001 | Einwohner 2011 | Stadtbezirke / Ortsgemeinschaften (Δημοτική /Τοπική Κοινότητα) |
| --------------- | --------------------------- | ------ | ---------- | ------------ | -------------- | -------------- | -------------------------------------------------------------- |
| Thermaikos      | Δημοτική Ενότητα Θερμαϊκού  | 070501 | Perea      | 20,516       | 20.253         | 27.553         | Perea, Agia Triada, Nei Epivates                               |
| Epanomi         | Δημοτική Ενότητα Επανομής   | 070502 | Epanomi    | 91,588       | 08.671         | 10.810         | Epanomi, Mesimeri                                              |
| Michaniona      | Δημοτική Ενότητα Μηχανιώνας | 070503 | Michaniona | 21,707       | 09.425         | 11.901         | Nea Michaniona, Angelochori, Nea Kerasia                       |
| Gesamt          | Gesamt                      | 0705   | Perea      | 133,811      | 38.349         | 50.264         |                                                                |